# معركة باجور
معركة باجور أو عملية شيريل هي هجوم عسكري في منطقة باجور في باكستان شنته فيلق الحدود وبدعم من لواء قتالي من الجيش الباكستاني في منطقة باجور الخاضعة لسيطرة طالبان باكستان منذ أوائل عام 2007، وقيل إنها مركز القيادة والسيطرة الرئيسي لعمليات القاعدة في شمال شرق أفغانستان، بما في ذلك ولاية كنر.

## كمين باجور
في أوائل أغسطس 2008 أنشأ فيلق الحدود موقعًا للسيطرة على المعبر الحدودي بالقرب من بلدة لويزام، وهي موقع استراتيجي يسيطر على طرق المرور إلى ولاية كنر في أفغانستان، فنصب عدة مئات من مقاتلي طالبان باكستان كمينًا لقوة قوامها 150 من قوات حرس الحدود الباكستانية، واندلع قتال عنيف، وبعد معركة استمرت ثلاثة أيام، انسحبت القوات الباكستانية من لويزام إلى خار.

## عملية شيريل
بعد عدة أيام بدأ فيلق الحدود هجومًا واسع النطاق تحت قيادة اللواء طارق خان، الذي أطلق عليه اسم عملية شيريل (قلب الأسد) بهدف استعادة السيطرة على باجور من طالبان. بقوة عتادها 8000 جندي مدعومة بطائرات إيه إتش-1 كوبرا، وقاموا بقصف معاقل طالبان، وتشير مصادر عسكرية باكستانية إلى أن الجيش فوجئ بالمقاومة التي كان المتمردون يشنونها.
بحلول نهاية العام زعم الجيش أنه قتل أكثر من 1000 مسلح، بمن فيهم القائد المحلي لتنظيم القاعدة وهو مصري يدعى أبو سعيد المصري. وقُتل من الجيش الباكستاني حوالي 30 من قواته حسب التصريحات الرسمية،
نفذت طالبان باكستان عدة هجمات ردًا على الهجوم، منها عملية تفجير فندق ماريوت إسلام آباد في 20 سبتمبر، وتفجير مصنع الذخائر في واه.
وفي 8 أكتوبر خلال مؤتمر صحفي للبرلمان أعلن الجيش أن 2744 مسلحًا بينهم 321 أجنبيًا قتلوا وجرح 1400 منذ بدء العملية في باكستان بأكملها. وفي 25 أكتوبر أبلغ الجيش الباكستاني أنه استعاد لويزام من طالبان.